# Onitis spinipes
Onitis spinipes là một loài bọ cánh cứng trong họ Bọ hung (Scarabaeidae).